# Flectonotus pygmaeus
Espèce
Synonymes
- Nototrema pygmaeum Boettger, 1893

Statut de conservation UICN

 LC  : Préoccupation mineure
Flectonotus pygmaeus est une espèce d'amphibiens de la famille des Hemiphractidae.

## Répartition
Cette espèce se rencontre de 1 100 à 1 600 m d'altitude :
- au Venezuela dans la cordillère de la Costa et dans la cordillère de Mérida ;
- en Colombie dans le département de Norte de Santander sur le versant Nord de la cordillère Orientale.

## Publication originale
- Boettger, 1893 : Reptilien und Batrachier aus Venezuela. Bericht über die Senckenbergische Naturforschende Gesellschaft in Frankfurt am Main, vol. 1893, p. 35-42 (texte intégral).